# Sarcòfag de Luci Corneli Escipió Barbat
El Sarcòfag de Luci Corneli Escipió Barbat és una peça arqueològica romana datada del segle III aC, considerada el sarcòfag més antic de la Tomba dels Escipions, un dels monuments funeraris més rellevants de la Roma republicana. Aquesta peça funerària destaca pel seu valor històric i epigràfic, ja que recull en una inscripció llatina els mèrits i les gestes polítiques i militars de Luci Corneli Escipió Barbat, membre destacat de la influent gens Cornèlia.

## Context històric
La gens Cornèlia fou una de les famílies patrícies més importants de la República romana, i dins seu, la branca dels Escipions assolí una gran notorietat, especialment durant les Guerres Samnites i les Guerres Púniques. Luci Corneli Escipió Barbat va viure a finals del segle IV i inicis del segle III aC, període en què Roma consolidava la seva hegemonia a la península Itàlica.
Escipió Barbat ocupà diverses magistratures republicanes de gran rellevància, com ara cònsol (298 aC), censor i edil, i va liderar campanyes militars contra diversos pobles itàlics, com els samnites i els lucans.

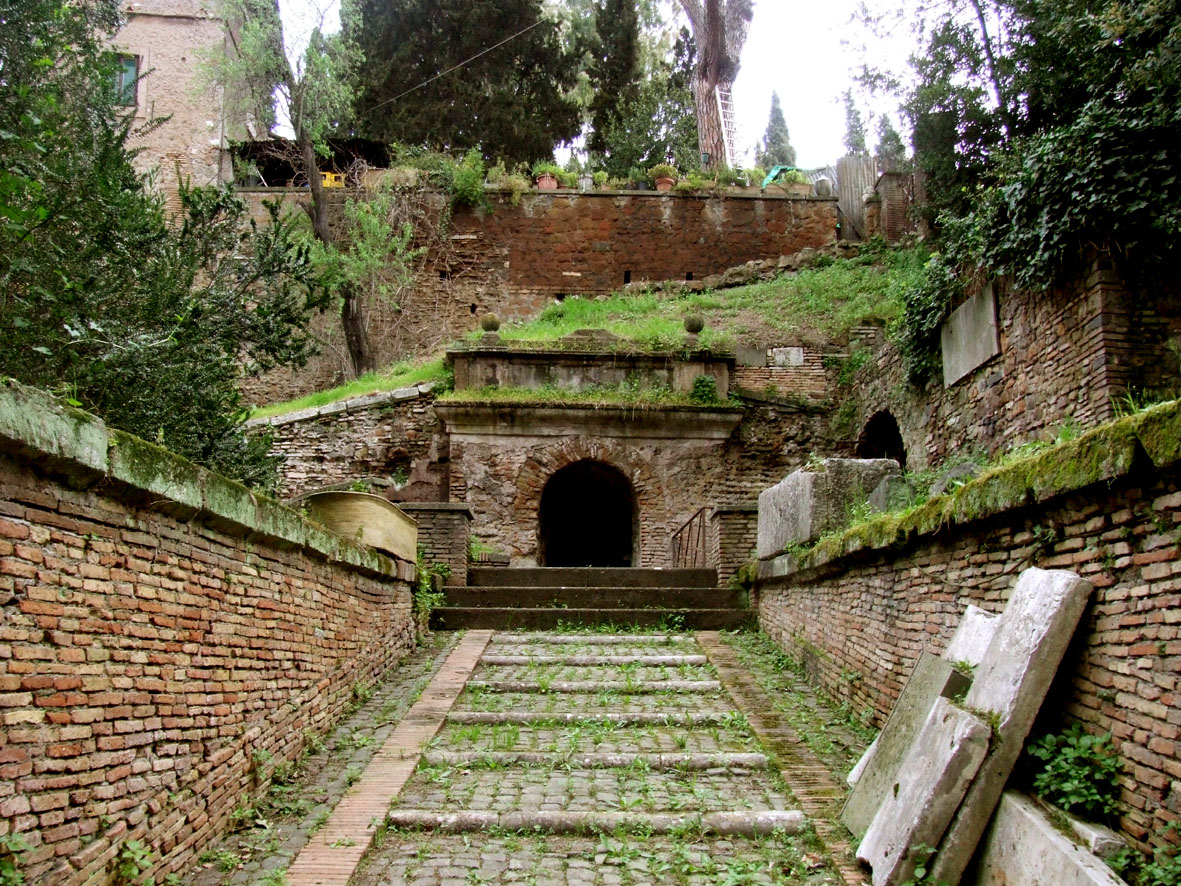
Tomba dels Escipions, on hi troben el Sarcòfag de Luci Corneli escipió Barbat.

## Descobriment
El sepulcre de la família Escipió, conegut com a Tomba dels Escipions (Sepulcrum Scipionum), es troba a la Via Àpia de Roma. El descobriment del conjunt funerari es produí l'any 1780, durant l’ampliació d’un celler d’una casa propietat dels germans Sassi, sacerdots de Roma. Segons fonts de l’època i informació recollida per la web de turisme de Roma, aquesta troballa permeté recuperar diversos sarcòfags i inscripcions associades a la família.
El sarcòfag de Luci Corneli Escipió Barbat, juntament amb altres peces, va ser traslladat als Museus Vaticans, on actualment es conserva, concretament al Museu Pio-Clementino.

## Característiques del sarcòfag
El sarcòfag és de pedra calcària i presenta una estructura simple però sòlida, decorada amb motllures i una inscripció epigràfica en llatí arcaic, esculpida a la part frontal. Aquesta inscripció constitueix un valuós testimoni de la llengua i la cultura de la Roma republicana.

### Inscripció eipgràfica
CORNELIVS·LVCIVS·SCIPIO·BARBATVS·GNAIVOD·PATRE
PROGNATVS·FORTIS·VIR·SAPIENSQVE—QVOIVS·FORMA·VIRTVTEI·PARISVMA
FVIT—CONSOL CENSOR·AIDILIS·QVEI·FVIT·APVD·VOS—TAVRASIA·CISAVNA
SAMNIO·CEPIT—SVBIGIT·OMNE·LOVCANA·OPSIDESQVE·ABDOVCIT

### Traducció al català
Luci Corneli Escipió Barbat, nascut del pare Cneu, home fort i savi, del qual la figura fou digna de les seves virtuts. Que fou cònsol, censor i edil entre vosaltres. Va conquerir Taurasia, Cisauna i Samni. Va sotmetre tota Lucània i en va prendre ostatges.
Carlos Torres Trastallino recull aquesta inscripció al seu treball de final de grau Estudi sobre la morfologia històrica a les declinacions de la llengua llatina. Una visió des de l’indoeuropeu fins a les llengües romàniques, on destaca la importància lingüística i històrica de la peça.

### Significació històrica i política
L’inscripció no només recull les gestes militars de Luci Corneli Escipió Barbat, sinó que també evidencia la importància de la transmissió de la memòria familiar i política a través de monuments funeraris en la Roma republicana. Les virtuts atribuïdes al pare, Cneu, i les conquestes del fill reforcen la legitimitat de la gens Cornèlia dins la societat romana.
Les tres conquestes esmentades —Taurasia, Cisauna i Samni— i la submissió de Lucània es produïren durant el consolat de Barbat, l’any 298 aC, en el marc de la Tercera Guerra Samnita. Aquestes victòries consolidaren el domini romà al sud d’Itàlia i foren determinants en l’expansió territorial de la República.

### Funció de les magistratures
El text epigràfic destaca també les magistratures que Barbat va exercir:
- Cònsol: màxim magistrat de la República, amb competències civils i militars.[5]
- Censor: responsable de fer el cens i vetllar per la moral pública.[6]
- Edil: encarregat de l’ordre públic, el manteniment de les infraestructures urbanes, el subministrament d’aliments i l’organització d’espectacles.[7]

Aquestes magistratures eren fonamentals en l’administració de la República i atorgaven prestigi i influència als qui les ostentaven.

## Conservació i exhibició
Actualment, el sarcòfag de Luci Corneli Escipió Barbat es pot visitar al Museu Pio-Clementino dels Museus Vaticans, on es conserva com a peça destacada de l’epigrafia romana republicana. La seva inscripció ha estat àmpliament estudiada per epigrafistes i lingüistes pel seu valor com a exemple de llatí arcaic i pel seu contingut històric.